# Valore dell'informazione
Il valore dell'informazione (VDI o VdI) è l'ammontare che un decisore sarebbe disposto a pagare per l'informazione prima di prendere una decisione.

## Termini simili
Il VdI a volte si distingue in valore dell'informazione perfetta, chiamato anche valore della chiaroveggenza (VdC), e valore dell'informazione imperfetta.  Essi sono strettamente legati ai concetti, ampiamente conosciuti, di valore atteso dell'informazione perfetta e di valore atteso dell'informazione campionaria. Si noti che VoI non è necessariamente uguale a "valore della situazione decisionale con informazione perfetta" - "valore della situazione decisionale attuale" come inteso comunemente.

## Definizioni

### Semplice
Un semplice esempio illustra meglio il concetto. Si consideri la situazione decisionale con una sola decisione, ad esempio decidere su un'attività di vacanza; e una sola incertezza, per esempio come sarà la condizione del tempo?  Ma noi sapremo la condizione del tempo solo dopo che avremo deciso e incominciato l'attività di vacanza.
- Il valore dell'informazione perfetta sulla condizione del tempo cattura il valore di essere in grado di conoscere la condizione del tempo ancor prima di prendere la decisione sull'attività di vacanza. È quantificato come il prezzo più alto che il decisore è disposto a pagare per essere in grado di conoscere la condizione del tempo prima di prendere la decisione sull'attività di vacanza.
- Il valore dell'informazione imperfetta sulla condizione del tempo, tuttavia, cattura il valore di essere in grado di conoscere l'esito di un'altra incertezza correlata, cioè la previsione del tempo, invece della stessa condizione del tempo prima di prendere la decisione sull'attività di vacanza. È quantificato come il prezzo più alto che il decisore è disposto a pagare per essere in grado di conoscere la previsione del tempo prima di prendere la decisione sull'attività di vacanza. Si noti che esso è essenzialmente il valore dell'informazione perfetta sulla previsione del tempo.

### Formale
La suddetta definizione chiarisce che il valore dell'informazione imperfetta di una qualsiasi incertezza può essere sempre espresso come il valore dell'informazione perfetta, cioè il VdC, di un'altra incertezza, quindi d'ora in avanti si userà solo il termine VdC.

#### Normale
Si consideri una situazione decisionale generale avente n decisioni (d1, d2, d3, ..., dn) ed m incertezze (u1, u2, u3, ..., um).  L'assunzione di razionalità nella normale filosofia decisione individuale afferma che ciò che si fa o si conosce non si dimentica, cioè la decisione ha ricordo perfetto. Questa assunzione si traduce nell'esistenza di un ordinamento lineare di queste decisioni ed incertezze tale che:
- di si prende prima di prendere dj se e solo se di viene prima di dj nell'ordinamento
- di si prende prima di conoscere uj se e solo se di viene prima di uj nell'ordinamento
- di si prende dopo aver conosciuto uj se e solo se di viene dopo uj nell'ordinamento.

Si considerino i casi in cui il decisore è messo in condizione di conoscere prima l'esito di alcune incertezze addizionali nella sua situazione decisionale, cioè, alcune ui sono spostate per apparire prima nell'ordinamento. In tale caso, il VdC è quantificato come il prezzo più alto che il decisore è disposto a pagare per tutti quegli spostamenti.

#### Generalizzata
La definizione è poi ulteriormente generalizzata nella cornice dell'analisi delle decisioni di gruppo dove c'è tipicamente condivisione incompleta delle informazioni tra i membri del gruppo nella stessa situazione decisionale. In tal caso, ciò che si fa o si conosce potrebbe non essere conosciuto nelle decisioni successive appartenenti ai diversi membri del gruppo, cioè potrebbe non esistere un ordinamento lineare delle decisioni e delle incertezze che soddisfa l'assunzione di ricordo perfetto. Il VdC così cattura il valore di essere in grado di conoscere "non solo le incertezze addizionali ma anche le decisioni addizionali già prese da altri membri del gruppo" prima di prendere alcune altre decisioni nella situazione decisionale del gruppo.

## Caratteristiche
Ci sono due caratteristiche estremamente importanti di VdI che sono sempre valide per qualsiasi situazione decisionale:
- Il valore dell'informazione non può mai essere minore di zero dal momento che il decisore può sempre ignorare l'informazione addizionale e prendere la decisione come se tale informazione non fosse disponibile.
- Nessun'altra attività di raccolta/condivisione delle informazioni può essere più preziosa di quella quantificata dal valore della chiaroveggenza.

## Computo
VoC è derivato seguendo strettamente la sua definizione come l'ammontare monetario che è abbastanza grande da compensare esattamente il beneficio addizionale di ottenere maggiori informazioni. In altre parole: VoC è calcolato iterativamente finché
"valore della situazione decisionale con informazione perfetta mentre si paga VdC" = "valore della situazione decisionale attuale".
Un caso speciale è quando il decisore è neutrale rispetto al rischio, in cui il VdC può essere computato semplicemente come
VdC = "valore della situazione decisionale con informazione perfetta" - "valore della situazione decisionale attuale".
Questo caso speciale è il modo in cui sono calcolati il valore atteso dell'informazione perfetta e il valore atteso dell'informazione campionaria dove si assume implicitamente la neutralità rispetto al rischio. Per i casi in cui il decisore è avverso al rischio o amante del rischio, questo semplice calcolo non fornisce necessariamente il risultato corretto e il calcolo iterativo è l'unico modo per garantire la correttezza.
Gli alberi di decisione e i diagrammi di influenza sono usati molto comunemente per rappresentare e risolvere le situazioni decisionali nonché il calcolo del VdC associato. Il diagramma di influenza, in particolare, è strutturato per agevolare le situazioni decisionali di gruppo in cui la condivisione incompleta di informazioni tra i membri del gruppo può essere rappresentata e risolta molto efficientemente. Anche se gli alberi di decisione non sono progettati per agevolare le situazioni decisionali di gruppo, possono farlo aumentandoli con insiemi informativi ampiamente usati negli alberi di gioco.